# Parafia Opatrzności Bożej w Sterławkach Wielkich
Parafia Opatrzności Bożej w Sterławkach Wielkich – parafia rzymskokatolicka, znajdująca się w diecezji ełckiej, w dekanacie Giżycko – św. Szczepana Męczennika.